# PROSPERO (base de données)
Pour les articles homonymes, voir Prospero.
L'International Prospective Register of Systematic Reviews, mieux connu sous le nom de PROSPERO, est une base de données en ligne en libre accès de protocoles de revues systématiques sur un large éventail de sujets. Alors qu'il était initialement réservé à la médecine, il acceptera à partir de 2021 des protocoles en criminologie, en soins sociaux, en éducation et en développement international, pour autant que les résultats soient liés à la santé. Les chercheurs peuvent choisir d'enregistrer leurs revues de manière prospective dans PROSPERO. La base de données est produite par le Centre for Reviews and Dissemination de l'Université de York, en Angleterre, et est financée par le National Institute for Health Research. L'enregistrement des revues systématiques dans la base de données a été soutenu par PLoS Medicine, BioMed Central, le réseau EQUATOR et la rédactrice en chef du BMJ, Fiona Godlee, entre autres.

## Histoire
Après la publication de la déclaration PRISMA en 2010, l'Université de York a répondu à sa recommandation d'enregistrement prospectif des revues systématiques en commençant à développer une base de données en ligne de revues systématiques. La base de données PROSPERO a été lancée en février 2011. Elle a été lancée simultanément lors d'une réunion à Vancouver, au Canada, organisée par les Instituts de recherche en santé du Canada ce même mois. En octobre 2011, la base de données comprenait 200 enregistrements de revues systématiques en cours à l'époque. En octobre 2013, la Collaboration Cochrane a commencé à inclure automatiquement les protocoles de ses revues systématiques dans PROSPERO. Le 10 octobre 2017, le nombre de revues enregistrées dans la base de données était passé à 26 535. Au 27 février 2021, la plateforme comptait 106 828 enregistrements.

## Limites et critiques
En 2017, on s'est inquiété[Qui ?] que certains protocoles dans PROSPERO pouvaient être des « examens zombies » pour lesquels le protocole avait été enregistré, mais son enregistrement dans la base de données n'avait pas été mis à jour pour indiquer qu'il avait été achevé. Andrade et al. ont montré que seuls 7 % de tous les examens enregistrés dans PROSPERO entre 2011 et 2015 avaient été marqués comme « terminés ». Ces auteurs suggèrent que nombre de ces revues ont été abandonnées, ce qui signifie qu'elles n'ont pas été achevées ou publiées, ou, si elles ont été achevées, que leur enregistrement dans PROSPERO n'a pas été mis à jour pour le refléter. Sideri et al. (2018) ont montré que les revues systématiques liées à l'orthodontie qui étaient enregistrées dans PROSPERO étaient en moyenne de meilleure qualité méthodologique que celles qui ne l'étaient pas. La proportion d'enregistrement dans des systèmes autres que PROSPERO dans le protocole de la revue systématique est de 1 % de 2011 à 2020.